# 不動北町
不動北町（ふどうきたまち）は、徳島県徳島市の町名。不動地区に属している。不動北町一丁目から不動北町二丁目が存在する。郵便番号は770-0061。

## 地理
徳島市の北部に位置し、北は吉野川に面している。徳島県道・香川県道1号徳島引田線が徳島県道15号徳島吉野線と重用して北進し、徳島引田線は名田橋を渡って藍住町に、徳島吉野線は西に分かれて国府町地区に通じる。

### 河川
- 吉野川

## 歴史
元は新居町北新居・高崎・南新居の各一部であり、昭和30年に現在の町名となった。

## 世帯数と人口
2022年（令和4年）9月1日現在の世帯数と人口は以下の通りである。
| 町丁          | 世帯数 | 人口  |
| ------------- | ------ | ----- |
| 不動北町1丁目 | 30世帯 | 80人  |
| 不動北町2丁目 | 38世帯 | 103人 |
| 計            | 68世帯 | 183人 |

## 小・中学校の学区
市立小・中学校に通う場合、学区は以下の通りとなる。
| 番地 | 小学校             | 中学校             |
| ---- | ------------------ | ------------------ |
| 全域 | 徳島市立不動小学校 | 徳島市立不動中学校 |

## 交通

### 道路
都道府県道
- 徳島県道・香川県道1号徳島引田線
- 徳島県道15号徳島吉野線

### バス
徳島バス
- 不動北

## 施設
- 桜づつみ公園
- 徳島市不動北町集会所